# Flik 1
A Flik 1 (Fliegerkompanie 1, magyarul: 1. repülőszázad) az Osztrák-Magyar Légierő elsőként alapított repülőszázada volt. Rövid ideig a szerb határnál állomásozott, majd az orosz, utána pedig a balkáni frontra helyezték át. Később a századot vadászszázaddá (Flik 1J) majd felderítőszázaddá (Flik 1D) szervezték át.

## Története
A század az 1914-es megalakulásával világ első repülőszázadai közé tartozik. Az első világháború kitörésekor a századot a Fischamendből a szerb határra, Homokbálványosra vezényelték. Egy bevetés után, miután Oroszország is belépett a háborúba, átirányították a keleti frontra, előbb Stanislau, majd Czortków repülőterére. Az orosz előrenyomulás miatt visszavonták Samborba, utána pedig Krakkóba. 1917. július 25-én a repülőszázadokat átszervezték és a Flik 1 felderítőszázad lett Flik 1D rövidítéssel; egyúttal átküldték az olasz frontra leesi bázissal. 1918-ban vadászszázaddá szervezték át (Flik 1J) és a Balkánra irányították. Állomáshelye előbb Tirana, később a Cattarói-öböl partján fekvő Igalo volt. A század első parancsnoka Josef Smetana főhadnagy volt, hogy ezt a pozíciót meddig töltötte be forrás hiányában nem ismert; őt Otto Jindra százados váltotta. A háború (amely a repülőgép állomány szinte teljes elveszítésével járt) után, a békeszerződések következtében a légierő mint fegyvernem megszűnt a Monarchia területén, ennek következtében az összes repülőszázadot feloszlatták.
Századjelvény: aranyszínű, széttárt szárnyú sas, karmai között íves oldalú pajzs; a pajzson domború F.K.1 felirat.

### Ászpilóták
A században hét ászpilóta (közülük kettő magyar) szolgált.
| Név                       | Légi győzelem a században |
| ------------------------- | ------------------------- |
| Godwin Brumowski          | 3                         |
| Julius Arigi              | 4                         |
| Otto Jindra               | 9                         |
| Kaszala Károly            | 3                         |
| Macourek Béla             | 2                         |
| Kurt Gruber               | 3                         |
| Benno Fiala von Fernbrugg | 0                         |
| Összesen:                 | 24 igazolt légi győzelem  |

### Repülőgépek
A század pilótái a következő gépeket repülték:
- Hansa-Brandenburg C.I
- Hansa-Brandenburg D.I
- Albatros B.I
- Albatros D.III
- Aviatik D.I
- Lohner B.II